# Kylie Jefferson
Kylie Marie Jefferson (Los Angeles, 25 settembre 1994) è una ballerina, attrice e coreografa statunitense.

## Carriera
Kylie ha iniziato a ballare all'età di quattro anni; all'età di sei anni era la più giovane studentessa accettata a livello accademico alla prestigiosa Debbie Allen Dance Academy (DADA) a Culver City, California. Sotto la tutela dell'acclamata ballerina, coreografa, attrice, produttrice e regista Debbie Allen, l'amore di Kylie per le arti dello spettacolo è cresciuto a livello internazionale, incluso il Kennedy Center a Washington, DC e nel paese dell'Oman sotto la guida della signora.
L'amore di Kylie per le arti fiorì e presto ballò e si fece strada in numerosi spot pubblicitari e film nella sua giovinezza. Man mano che la sua passione per il balletto cresceva e lei veniva a dividere le sue estati preadolescenti tra DADA e la Kirov Academy of Ballet di Washington DC. La Jefferson si è laureata al Conservatorio di Boston nel 2016 con una laurea in Belle Arti in danza contemporanea.
Kylie ha coreografato il suo primo video musicale per "CHopstix" di ScHoolboy Q con Travis Scott per il quale ha ricevuto una nomination agli Universal Dance Awards nella categoria Favorite Music Video Performance. 
Kylie è impegnata con il tutoraggio di giovani ballerini, spettacoli dal vivo e apparizioni di danza ai GRAMMYS Awards 2020, al Late Late Show con James Cordon (CBS) e ai NAACP Image Awards.

## Filmografia

### Televisione
- Tiny Pretty Things - serie TV, 10 episodi 2020

## Doppiatrici italiane
- Veronica Puccio in Tiny Pretty Things